# Arruns (fils de Porsenna)
Pour les articles homonymes, voir Arruns.
Arruns est le fils du Lars Porsenna, roi de Clusium, en Étrurie.

## Biographie
C'est Arruns qui conseille à son père de signer la paix avec les Romains à la suite de l'héroïsme de Caius Mucius Scaevola. Porsenna se retire du territoire romain après avoir ratifié la paix avec Rome et envoie son fils avec la moitié de son armée assiéger Aricie, pour revenir de cette guerre avec un butin.
Ce dernier est près de prendre la ville quand des armées de Panormus, Antium, Tusculum et Cumes viennent au secours de la ville assiégée. Les Étrusques remportent tout d'abord des victoires avant l'arrivée de l'armée d'Aristodème de Cumes. Durant cette bataille, Arruns est tué et son armée, perdant tout courage, prend la fuite.

## Sources
- Tite-Live, Histoire romaine, II, 14
- Denys d'Halicarnasse, Antiquités romaines, V, 36 / (en)